# Isabelle (Wolfskind)
Isabelle (* um 1932 wohl in Ohio) ist der Name eines sogenannten Wolfskindes, das 1938 in Ohio entdeckt wurde. Seine Entwicklung ist von Entwicklungspsychologen dokumentiert worden und hat zur Weiterentwicklung des Wissensstandes über Hospitalismus und zu seiner Heilung beigetragen.
Isabelle und ihre gehörlose Mutter waren von ihrem Großvater in einem abgedunkelten Raum gefangen gehalten worden. Bei ihrer Entdeckung im Alter von sechs Jahren konnte Isabelle nicht sprechen. Sie hatte jedoch gelernt, mit ihrer Mutter durch Gesten zu kommunizieren. Sie war körperlich und intellektuell zurückgeblieben und verhielt sich Männern gegenüber feindselig.
Isabelle durchlief nach dem Beginn ihrer Förderung die Entwicklungsschritte der ersten sechs Lebensjahre in der gleichen Reihenfolge wie ein gewöhnliches Kind. Ihr Lerntempo jedoch war schneller. Zwei Monate nachdem sie das erste Wort gesprochen hatte, lernte sie Sätze zu bilden. Weitere neun Monate später konnte sie lesen und schreiben, bis zehn zählen und eine Geschichte nacherzählen. Mit achteinhalb Jahren war sie auf dem Entwicklungsstand eines normalen Kindes dieses Alters. 

## Links und Literatur
- P. J. Blumenthal: Kaspar Hausers Geschwister. Auf der Suche nach dem wilden Menschen. Deuticke, Wien und Frankfurt am Main 2003, ISBN 3-216-30632-1. S. 241ff.
- David Skuse: Extreme Deprivation in Early Childhood–II. Theoretical Issues and a Comparative Review, 1983
- Dieter E. Zimmer: Wilde Kinder. (pdf, 198 kB) In: Experimente des Lebens. Haffmans Verlag, Zürich, 1989, S. 21–47.

| Personendaten    | Personendaten                 |
| ---------------- | ----------------------------- |
| NAME             | Isabelle                      |
| KURZBESCHREIBUNG | US-amerikanisches Wolfskindes |
| GEBURTSDATUM     | um 1932                       |
| GEBURTSORT       | Ohio                          |